# 第五二一海軍航空隊
第五二一海軍航空隊（だい521かいぐんこうくうたい）は、日本海軍の部隊の一つ。絶対国防圏防衛の主力爆撃機隊として、太平洋戦争終盤にマリアナ・パラオ戦線で哨戒・攻撃行動に従事した。通称は「鵬部隊」。

## 沿革
基地航空隊として整備完成を急いでいた第一航空艦隊の一翼を担う爆撃機隊の一つとして整備され、豊橋飛行場で編制された。絶対国防圏の策定に合わせ、一航艦のマリアナ諸島前進命令に従いマリアナ入りする。以後、マリアナ諸島・パラオ諸島での機動部隊迎撃に投入された。特に、遠距離哨戒中に撃墜される機体が続出した陸上攻撃機部隊にとっては、主力の一式陸上攻撃機より優速の新型陸上爆撃機銀河を擁する五二一空の前線投入が渇望されていた。
- 1943年（昭和18年）

8月20日 千歳飛行場を原隊とし、豊橋飛行場で開隊。定数：彗星24・銀河4
　　　　　　　　　　第一航空艦隊直率。豊橋で練成に従事。
- 1944年（昭和19年）

2月1日 第六十一航空戦隊を一航艦に新設、編入。
　　　　　　　　　　彗星隊を解散し、銀河隊に変換（定数96。充足率ははるかに低い）
4月18日 先発隊12機、グアム島第二飛行場に進出。
5月17日 ヤップ島に先遣隊を派遣。
　　　　　　　　　　以後、本隊に20機の増強。
6月9日 第一二一海軍航空隊によりメジュロ環礁の敵機動部隊の出撃を確認。全力で捜索開始。
6月11日 マリアナ諸島に敵機動部隊襲来。待機中の全機体を喪失。
6月14日 本隊の稼動機4機をヤップに退避。
6月15日 ヤップより10機で敵機動部隊を攻撃、戦果なし・7機喪失。
6月16日 ヤップ隊1機で敵機動部隊を攻撃、戦果なく帰還。
6月17日 ヤップ隊の残存機2機で全力出撃、1機喪失・1機破損。ヤップ隊払底。
6月19日 修理完了したグアム本隊の1機で敵機動部隊を攻撃、戦果なく帰還。
6月26日 グアム本隊最後の出撃。
7月10日 解隊。
6月11日の第一撃で壊滅状態となったまま、回復の機会なく1ヶ月で解隊に追い込まれた。残存要員は乙飛行隊のマリアナ海軍航空隊に転換され、亀井司令はマリアナ空司令に横滑りした。7月21日にはグアムの地上戦が始まり、機体を失った隊員は地上戦に赴き、亀井司令以下総員が8月10日に玉砕した。練成途上で豊橋に残った要員は、以後開隊された銀河隊の要員に転換され、フィリピン・硫黄島・沖縄戦線に投入された。

## 主力機種
- 銀河…中盤以後の主力。
- 彗星…開隊当初の主力機種。

## 歴代司令
- 根来茂樹：1943年（昭和18年）8月20日‐
- 亀井凱夫 大佐：1944年（昭和19年）3月16日‐7月10日解隊